# Lossewo (Kaliningrad, Bagrationowsk)
Lossewo (Лосево, deutsch Rensegut) war ein Ort in der sowjetischen Oblast Kaliningrad (Gebiet Königsberg (Preußen)). Vor 1945 zum Kreis Heiligenbeil in Ostpreußen gehörig liegt die Ortsstelle heute im Rajon Bagrationowsk (Stadtkreis Preußisch Eylau) der Russischen Föderation.

## Geographische Lage
Die Ortsstelle Lossewos liegt östlich der Bahnstrecke Kaliningrad–Mamonowo (deutsch Königsberg–Heiligenbeil), vier Kilometer vom Ostufer des Frischen Haffs (russisch Kaliningradski Zaliw) entfernt. Bis zur einstigen Kreisstadt Heiligenbeil (russisch Mamonowo) sind es neun Kilometer in südlicher Richtung, und bis zur heutigen Rajonshauptstadt Bagrationowsk (deutsch Preußisch Eylau) 43 Kilometer in östlicher Richtung.

## Geschichte
Das Gründungsjahr des kleinen Gutsorts Rensekrug ist nicht bekannt, wohl aber war dieser Name bis zum 29. Mai 1838 in Gebrauch und wurde erst dann in Rensegut geändert. Im Jahre 1874 kam Rensegut als Gutsbezirk zum neu gebildeten Amtsbezirk Stuthenen im ostpreußischen Kreis Heiligenbeil. Rensegut zählte im Jahre 1910 33 Einwohner.
Am 30. September 1928 wurde Rensegut seiner Eigenständigkeit beraubt, als es teilweise nach Partheinen (russisch Moskowskoje) im Amtsbezirk Balga (russisch Wessjoloje), teilweise nach Groß Hoppenbruch (russisch Snamenka) im Amtsbezirk Keimkallen (russisch Krasnodonskoje) eingegliedert wurde. In Groß Hoppenbruch wurde Rensgut noch bis 1946 als Wohnplatz genannt.
Das gesamte nördliche Ostpreußen und somit auch Rensegut wurde 1945 in Kriegsfolge an die Sowjetunion abgetreten. 1946 erhielt der Ort die russische Namensform „Lossewo“, doch verliert sich danach bald seine Spur. Wohl ist der Ort nicht mehr besiedelt worden, vielleicht aber ist er auch im Nachbarort Snamenka (Groß Hoppenbruch) oder auch Moskowskoje (Partheinen) aufgegangen. Sein Name wird offiziell nicht mehr genannt. Der Ort gilt als untergegangen. Seine Ortsstelle gehört heute zum Munizipalkreis Rajon Bagrationowsk (Stadtkreis Preußisch Eylau) in der russischen Oblast Kaliningrad (Gebiet Königsberg (Preußen)).

## Religion
Bis 1945 gehörte  Rensegut zur  evangelischen Kirchengemeinde  Balga in der Kirchenprovinz Ostpreußen der Kirche der Altpreußischen Union, nzw. zur  römisch-katholischen Pfarrei Heiligenbeil (russisch Mamonowo) im damaligen Bistum Ermland.

## Verkehr
Die Ortsstelle von Lossewo resp. Rensegut ist heute über Landwege von Moskowskoje (Partheinen) und auch von Snamenka (Groß Hoppenbruch) aus zu erreichen.
Die nächste Bahnstation war vor 1945 Groß Hoppenbruch an der Bahnstrecke Berlin–Königsberg. Sie besteht auch heute noch unter der Bezeichnung „Snamenka-Nowaja“ und liegt an der auf russischem Gebiet noch befahrenen Bahnstrecke Kaliningrad–Mamonowo.